# Kenneth Hawks
Kenneth Neil Hawks (* 12. August 1898 in Goshen, Indiana; † 2. Januar 1930 vor Redondo Beach, Kalifornien) war ein US-amerikanischer Regisseur und Filmproduzent.

## Leben
Kenneth Hawks wurde 1898 als zweites von fünf Kindern des vermögenden Papierfabrikanten Frank W. Hawks (1865–1950) und dessen Frau Helen (gebürtige Howard; 1872–1952) in Goshen geboren. Sein älterer Bruder war der spätere Regisseur und Drehbuchautor Howard Hawks (1896–1977). Seine jüngeren Geschwister waren William B. Hawks (1901–1969), Grace Louise Hawks (1903–1927) und Helen Bernice Hawks (1906–1911).
Nach der Geburt von Kenneth Hawks ließ sich die Familie 1898 in Neenah, Wisconsin, nieder. Ab 1906 verbrachte die Familie zunehmend mehr Zeit im kalifornischen Pasadena, wo sie sich 1910 schließlich ganz niederließ. 1911 starb seine Schwester Helen Bernice an einer Darmentzündung, die Hawks’ Mutter gemäß ihrer religiösen Überzeugung nicht behandeln ließ. Als 1927 auch seine Schwester Grace Louise an einer unbehandelten Tuberkulose starb, machten Kenneth und Howard Hawks ihre Mutter dafür verantwortlich.
Sein Studium an der Yale University wurde durch den Eintritt der Vereinigten Staaten in den Ersten Weltkrieg unterbrochen. Nach seinem Militärdienst als Pilot kehrte Hawks nach Yale zurück und beendete sein Studium 1919.
1920 zogen Kenneth und Howard Hawks nach Los Angeles. Kenneth Hawks arbeitete zunächst bei Paramount Pictures als Assistenz des Regisseurs Clarence G. Badger. 1926 folgte er seinem Bruder zur Fox Film Corporation, wo er sich bald einen Namen als Supervising Producer machte. Er wirkte an der Produktion von Filmen wie More Pay – Less Work, Fugitives, The Exalted Flapper und Etappe 1918 mit. Er lieferte auch erste Drehbuchideen und wirkte gelegentlich als Film Editor.
1926 lernte er die Schauspielerin Mary Astor kennen, die er 1928 heiratete.
Als 1929 beim Dreh des Films Masked Emotions Regisseur David Butler wegen eines Familienunfalls die Dreharbeiten unterbrechen musste, übernahm Hawks die Regie und drehte den Film zu Ende. Im gleichen Jahr gab er mit Big Time sein echtes Regiedebüt.
Bei den fast abgeschlossenen Dreharbeiten zu seinem nächsten Film Such Men Are Dangerous kam Hawks bei einer Flugzeugkollision in der Luft ums Leben, als zwei Flugzeuge mit Filmkameras, die ein drittes Flugzeug mit einem Fallschirmspringer filmen sollten, zusammenstießen und über dem Meer abstürzten. Neben Hawks starben neun weitere Personen, darunter der Regisseur Max Gold und der Kameramann Conrad Wells. Der Schauspieler Hoot Gibson hatte den Mitflug ebenfalls geplant, musste aber in letzter Minute seinen Platz für einen Vertreter des Fallschirmsprung-Unternehmens räumen. Als mögliche Ursache für den Zusammenstoß wurde die grelle Sonne an diesem Tag vermutet, die einen oder möglicherweise beide Piloten geblendet haben könnte. Ein Fehler der Piloten konnte nicht ausgeschlossen werden.
Kenneth Hawks’ Leiche konnte am 6. Januar aus dem abgestürzten Flugzeug geborgen werden. Er wurde kremiert und seine Asche vor Point Vincente im Pazifik verstreut.

## Filmografie (Auswahl)
Regie
- 1929: Masked Emotions
- 1929: Big Time
- 1930: Such Men Are Dangerous

Supervising Producer
- 1929: Etappe 1918 (True Heaven)